# Mieras
Mieras (en catalán y oficialmente Mieres) es un municipio español de la provincia de Gerona ubicado en la comarca de la Garrocha, en la comunidad autónoma de Cataluña. Cuenta con una población de 349 habitantes (INE 2024).
Pertenece al parque natural de la Zona Volcánica de la Garrocha. Situado al norte de la sierra de Finestres y regado por el río Tort, afluente del río Ser por la derecha y la riera de Mieras. Sus bosques son de pinos, robles y encinas.
Agricultura de secano con viñas y olivos. Ganadería bovina.
Documentado desde el año 834, tuvo lugar en 1484 la segunda guerra de los Remensas dirigidos por Pere Joan Sala, cuando los campesinos se negaron a pagar tributos excesivos a sus señores.

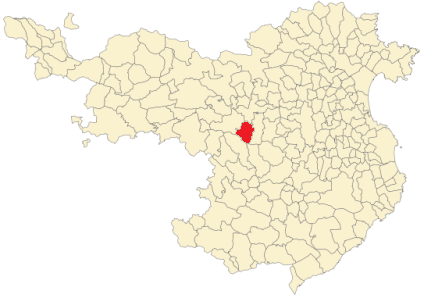
Situación de Mieras en la provincia de Gerona

## Historia
Hacia mediados del siglo XIX, el lugar, ya por entonces con ayuntamiento propio, tenía contabilizada una población de 449 habitantes. Aparece descrito en el undécimo volumen del Diccionario geográfico-estadístico-histórico de España y sus posesiones de Ultramar de Pascual Madoz con las siguientes palabras:

MIERAS: l. con ayunt. en la prov. y dióc. de Gerona (5 1/2 horas), part. jud. de Olot (3 1/2), aud. terr., c. g. de Barcelona (25 1/2). sit. en un valle circuido de sierras, á la der. de la carretera de Sta. Pau á Gerona, con buena ventilacion, y clima templado y sano. Tiene 110 casas, divididas en tres barrio snombrados San Pedro, La Sellera y Cancaló, una igl. parr. (San Pedro) de la que son anejas la de Freixas, la de San Andrés, y la de Ntra. Sra. del Remedio, sit. en el centro del arrabal ó barrio de la Sellera; la parr. está servida por un cura de ascenso, de provision real y ordinaria, un vicario y 2 beneficiados; el cementerio se halla contiguo á la igl. El térm. confina N. Torno y Cellent; E. San Miguel de Campmayor; S. Granollers de Rocacorva, y O. Sta. Pau. El terreno participa de monte y llano, es de secano, de regular calidad y por algunos puntos pizarroso; contiene en su parte montuosa, canteras de piedra de cal y de yeso, y mucho bosque de robles, encinas y mata baja; le fertilizan el arroyo Riutort, y el Merdanssá que cruza la pobl. Hay caminos locales de herradura, y la carretera de Olot á Gerona, todos se hallan en mal estado. El correo le recogen los interesados de la estafeta de Bañolas. prod.: trigo, legumbres, mijo, fajol, maiz, patatas, vino inferior, aceite, corcho, bellotas, frutas y hortalizas; cria ganado lanar, cabrío y de cerda, y caza de liebres, conejos y perdices. ind.: fáb. de telas de cáñamo ordinario. pobl.: 84 vec., 449 alm. cap. prod.: 5.436,800 reales. imp.: 135,920.
(Madoz, 1848, p. 404)

## Entidades de población
- Mieras
- Brugueroles
- Ruïtlles
- El Samuntá de Baix
- El Samuntá de Dalt

## Demografía
Mieras cuenta con una población de 349 habitantes (INE 2024).
| Gráfica de evolución demográfica de Mieras entre 1842 y 2021 |
| |
| Población de derecho según los censos de población del INE Población de hecho según los censos de población del INEEn estos censos se denominaba Mieras: 1842, 1857, 1860, 1877, 1887, 1897, 1900, 1910, 1920, 1930, 1940, 1950, 1960, 1970 y 1981 |

| 1497 | 1515 | 1553 | 1717 | 1787 | 1857 | 1877 | 1887 | 1900 |
| ---- | ---- | ---- | ---- | ---- | ---- | ---- | ---- | ---- |
| —    | 42   | 36   | 358  | 1183 | 1511 | 1329 | 1256 | 1042 |

| 1910 | 1920 | 1930 | 1940 | 1950 | 1960 | 1970 | 1981 | 1990 |
| ---- | ---- | ---- | ---- | ---- | ---- | ---- | ---- | ---- |
| 1059 | 1095 | 1054 | 947  | 954  | 804  | 569  | 394  | 383  |

| 1992 | 1994 | 1996 | 1998 | 2000 | 2002 | 2004 | 2006 | — |
| ---- | ---- | ---- | ---- | ---- | ---- | ---- | ---- | - |
| 339  | 331  | 300  | 318  | 336  | 333  | 356  | 331  | — |

## Monumentos y lugares de interés
- Iglesia de San Pedro. Barroca
- Iglesia de Santa María de Freixa. Románica
- Iglesia de Ruïtlles. Románica.